# Rudolf Ina Malý
Rudolf Ina Malý (17. dubna 1889, Staré Ždánice – 13. dubna 1965, Praha) byl český filozof, publicista a diplomat. Narodil se ve Starých Ždánicích v okrese Pardubice. Vystudoval bohemistiku, filozofii a dějiny umění na filosofické fakultě Karlovy univerzity, kde absolvoval v roce 1913. Během svého studia se krátce vzdělával také na Sorbonně v Paříži. Před první světovou válkou pracoval jako středoškolský profesor. Po vypuknutí války byl nasazen na východní frontu.
Po válce, v letech 1920–1939, pracoval na ministerstvu zahraničí, kde se postupně stal vrchním odborovým radou. Působil také na československých ambasádách v Paříži a Římě. V letech 1939–1942 vedl oddělení na ministerstvu školství a osvěty, avšak v roce 1942 byl předčasně penzionován.
Malý se zpočátku orientoval levicově a masarykovsky, byl členem národně-socialistické strany. V letech 1919–1923 řídil literární přílohu Českého slova a revui Národní kultura. Přispíval do různých filosofických a populárních časopisů. Postupně však konvertoval k římskému katolicismu, což ovlivnilo celou jeho další publicistickou tvorbu. Od roku 1937 do roku 1939 vedl integristický časopis Tak!.
Byl členem řady uměleckých a spisovatelských spolků, od roku 1936 působil ve výboru Kruhu českých spisovatelů a od roku 1940 byl jeho jednatelem. Rovněž byl členem předsednictva Kulturní rady pro dobrou knihu českou při Národní radě české.
Jeho publicistická tvorba byla ovlivněna katolickým integrismem a obdivem k italskému fašismu. Malý ve svých dílech prosazoval náboženské, kulturní a politické ideje, které se vymykaly standardnímu liberálně-demokratickému pojetí. Jeho nejznámějšími díly jsou Kříž nad Evropou (1935), kde spojoval fašismus a katolicismus do jedné linie v boji proti „kvantitativní“ demokracii, a Marx a Řím ve světle živé skutečnosti (1939), která byla po okupaci Československa stažena z prodeje kvůli protiněmeckým postojům.
Po komunistickém převratu v roce 1948 se stáhl do ústraní. Zbytek života prožil v ústraní ve své břevnovské vile, kde žil jako soukromník. Zůstává kontroverzní postavou české kulturní a politické scény pro své protichůdné postoje a vliv na druhorepublikovou kulturní politiku.

## Dílo
Malý napsal řadu knih a článků, mezi nejvýznamnější patří:
- Jasnýma očima: Studie o různých věrách filosofických podle zásad rozumu a zbožnosti (1920)
- Akord motivů náboženských a sociálních (1921)
- Svět v Bohu: N. Malabranche (1922)
- Posvěcení života: Myšlenková revise i perspektiva (1924)
- Sláva dne: Glosy o novém realismu a demokracii (1925)
- Kříž nad Evropou: Revoluce dvacátého století (1935)
- Světlo v tmách: Zápisky (1937)
- Marx a Řím ve světle živé skutečnosti (1939)

Jeho práce reflektují složitou intelektuální dráhu od liberalismu a socialismu k fašistickému katolicismu a silné opozici vůči nacismu a komunismu.